# Coupe continentale d'athlétisme
La Coupe continentale d'athlétisme ou Coupe continentale de l'IAAF (en anglais : IAAF Continental Cup) est une ancienne compétition d'athlétisme par équipes organisée par World Athletics de 2010 à 2018, prenant la suite de la Coupe du monde des nations d'athlétisme disputée de 1977 à 2006.

## Format de compétition
Elle regroupe les meilleurs athlètes internationaux répartis désormais sur quatre équipes qui correspondent à des zones géographiques : l'Afrique, les Amériques, la zone Asie/Pacifique (Asie et Océanie) et l'Europe. Deux athlètes de chaque zone géographique participent aux épreuves, excepté les courses de fond où trois athlètes peuvent être engagés.
Contrairement à la Coupe du monde des nations, le classement final de la Coupe continentale s'effectue en totalisant le nombre de points des épreuves masculines et féminines.

## Éditions
La première édition de la Coupe continentale de l'IAAF se déroula les 4 et 5 septembre 2010 à Split, en Croatie.
La dernière édition se déroule en 2018 à Ostrava.

## Vainqueurs
| Édition | Dates              | Lieu             | Stade                    | Vainqueur            | Deuxième           | Troisième                | Quatrième                  |
| ------- | ------------------ | ---------------- | ------------------------ | -------------------- | ------------------ | ------------------------ | -------------------------- |
| 2010    | 4 au 5 septembre   | Split Croatie    | Stade de Poljud          | Amérique (422,5 pts) | Europe (417 pts)   | Afrique (293 pts)        | Asie / Océanie (290,5 pts) |
| 2014    | 13 au 14 septembre | Marrakech Maroc  | Grand Stade de Marrakech | Europe (447,5 pts)   | Amérique (390 pts) | Afrique (339 pts)        | Asie / Océanie (257,5 pts) |
| 2018    | 8 et 9 septembre   | Ostrava Tchéquie | Stade Městský            | Amérique (262 pts)   | Europe (233 pts)   | Asie / Océanie (188 pts) | Afrique (142 pts)          |